# Olav Ehala
Olav Ehala, né le 31 juillet 1950 à Tallinn, est un pianiste et compositeur estonien.

## Biographie
En 1969, Olav Ehala est diplômé de l'école de musique de Tallinn, puis étudie la composition sous la direction d'Eugen Kapp au Conservatoire d'État de Tallinn, où il obtient son diplôme en 1974.
À partir de 1970, il compose la musique des productions théâtrales du Théâtre national de la jeunesse estonienne (Eesti Noorsooteater) de la République socialiste soviétique d'Estonie.De 1975 à 1991, il en est le directeur musical. Depuis 1991, il enseigne à l'Académie estonienne de musique et de théâtre, devient maître de conférences en 1998 et est actuellement professeur émérite de pédagogie musicale,.
Olav Ehala est membre de l'Union du théâtre estonien et de l'Union des compositeurs estoniens (Eesti Heliloojate Liit) depuis 1977, dont il a été président entre 2001 et 2014.
Il compose, arrange et joue du piano pour l'ensemble vocal Kiigelaulukuuik depuis 1989 et est membre de nombreux autres collectifs musicaux. Le groupe s'est produit en Estonie, en Finlande, en Allemagne, en Irlande et au Portugal. Avec le saxophoniste Lembit Saarsalu, il se produit dans des écoles pour familiariser les jeunes avec le jazz et son histoire. Il joue également du jazz dans des clubs de jazz et des salles de concert.
Il est devenu célèbre en tant que pianiste, tant en Estonie qu'au niveau international.

### Compositeur pour la scène
Olav Ehala compose de nombreuses pièces instrumentales, chansons et musiques de scène. Les comédies musicales Sabata krokodill (1972), Oliver ja Jennifer (1972), Burattino (1975), Johnny (1980), Thijl Ulenspiegel (1987) et Nukitsamees (1999), dont la musique provient d'œuvres écrites pour l'écran, ont également attiré l'attention. De plus, il Il a écrit la musique de plus de soixante-dix pièces de théâtre,.

### Compositeur pour l'écran
Il a reçu de nombreux prix, notamment pour ses musiques de films de marionnettes et d'animation. Il a écrit la musique de plus de soixante films,. Les musiques des films Nukitsamees (1981) et Karoliine hõbelõng (1984), réalisés par Helle Karis, sont devenues extrêmement populaires en Estonie, tout comme la musique du film Don Juan Tallinnas (1971) .

## Prix
- Suure Vankri preemia, 1997

- Médaille du mérite de la classe V de l'Étoile blanche, 2001

- Prix d'honneur du syndicat estonien des travailleurs du phonogramme, 2007.